# Friedrichs Lachs
Carl Siegmund Friedrichs Lachs, född 9 januari 1832 i Grünsberg (Altdorf bei Nürnberg), nära Nürnberg i Kungariket Bayern, död 17 juni 1910 i Stockholm, var en bayersk-svensk bryggmästare och fabrikör verksam i Sverige och Förenta staterna.

## Biografi
Lachs invandrade till Halmstad i Sverige år 1860. År 1866 gifte han sig i Göteborg med Fredrika (född Lorentzon, 1845-1941). Tillsammans fick de fem barn, varav tre överlevde till vuxen ålder: Charlotte Lachs, Alice (gift Brauner), och Charles Lachs.
Lachs var bryggmästare vid bland annat Österman & Co från år 1869, S:t Eriks Bryggeri 1870-1872 och Nürnbergs Bryggeri. Han drev sedermera Klosterbryggeriet i Ystad 1879-1888 och O. Vallmo & Co i Lindesberg, Örebro län, från 1877 tillsammans med sin släkting, Christian Rogner. Han lät vidare brygga Fred Lax's Columbus Ale i New York, Förenta staterna, 1892-1894. Han återvände därpå till Stockholm, Sverige, där han grundade och drev en jästfabrik på Lundagatan från år 1894.